# Kal (gmina Semič)
Kal – wieś w Słowenii, w gminie Semič. W 2018 roku liczyła 81 mieszkańców.